# Zanda Kalniņa-Lukaševica
Zanda Kalniņa-Lukaševica (ur. 30 czerwca 1978) – łotewska urzędnik państwowa i polityk, w latach 2011–2014 i od 2022 posłanka na Sejm. Była wiceminister spraw zagranicznych, od 2022 wiceprzewodnicząca Sejmu XIV kadencji. 

## Życiorys
Po ukończeniu szkoły średniej w Jełgawie studiowała w Łotewskiej Akademii Chrześcijańskiej (Latvijas Kristīgā akadēmija, LKA) oraz Uniwersytecie Łotewskim (LU). Podjęła studia na Wydziale Ekonomii i Zarządzania LU. Sprawowała m.in. funkcję zastępcy sekretarza stanu ds. rozwoju regionalnego i spraw samorządowych.
Zasiada w zarządach łotewskiego "Caritasu" oraz stowarzyszenia „Reformu domnīca”.
W wyborach w 2011 z powodzeniem startowała do Sejmu z listy Partii Reform Zatlersa. Została wybrana na przewodniczącą Komisji Spraw Europejskich. W lutym 2014 została przewodniczącą frakcji sejmowej Partii Reform. W wyborach w 2014 bez powodzenia ubiegała się o reelekcję z ramienia Jedności. 
W listopadzie 2014 objęła funkcję sekretarz parlametarnej w Ministerstwie Spraw Zagranicznych. Funkcję tę sprawowała w rządach Laidmoty Straujumy oraz Mārisa Kučinskisa. Po utworzeniu rządu Krišjānisa Kariņša w styczniu 2019 ponownie objęła to stanowisko. W listopadzie 2022 została wiceprzewodniczącą Sejmu XIV kadencji. 